# Деркос
Деркос (на турски: Durusu) е село в Източна Тракия, Турция, Вилает Истанбул.

## География
Разположено е на източния бряг на едноименното езеро Деркос (Дурусу гьол).

## История
От Деркос на Черно море до Силиврия на Мраморно море в края на V и началото на VІ век, императорът на Източната римска империя Анастасий I построява прочутата в древността Анастасиева стена.
В XIX век Деркос е българско село в Османската империя. Първите български заселници идват от Вакарел, като по-късно се установяват и българи от Каспичан, Одрин, Варненско и Чирпанско.
От 1908 година до 1910 година в Деркос преподава преподава Никола Апчев.
Около езерото Деркос до 1913 г. съществува стара група български поселища от които Деркос (Теркос), Дели Юнус, Тая Кадън и Тарфа са по-големите. Част от бежанците от Деркос през Балканската война (59 семейства или 241 души) са настанени в Бургаска околия а останалите в град Фере, Дедеагачка околия (Беломорска Тракия).

## Личности
Починали в Деркос
- Васил Петков Вълков, български военен деец, майор, загинал през Балканската война на 5 ноември 1912 година[6]